# Santa Clara (Cuba)
Santa Clara és una ciutat cubana, capital de la província de Villa Clara.

## Història
Santa Clara va ser fundada per 175 persones el 15 de juliol de 1689. 37 d'aquests primers pobladors provenien de la ciutat costanera de San Juan de los Remedios, d'on marxaren pels constants atacs dels pirates. La població fou batejada com a Cayo Nuevo, després Dos Cayos, Villa Nueva de Santa Clara, Pueblo Nuevo de Antón Díaz, Villa Clara i finalment Santa Clara.
La construcció de la ciutat seguí els estàndards espanyols, desenvolupant un traçat quadriculat amb una plaça central (la Plaza Mayor, avui Parque Leoncio Vidal). Els primers edificis que s'aixecaren foren el Cabildo (l'ajuntament) i una modesta església de palma. Aquest edifici es millorà el 1725 refent-lo amb totxos, i va romandre al centre del Parque Vidal fins que l'agost de 19523 es va enderrocar per expandir la plaça i construir una altra església en un lloc proper.
Poc després de la fundació també es van construir un teatre, una cambra de comerç, locals socials, biblioteques públiques i sales de ball. La situació de la ciutat, gairebé al centre del país, era perfecta perquè s'hi aturessin els viatgers, i aquest fet fou la causa del lent però continu creixement de la ciutat. Al segle xix, Santa Clara era la ciutat més poblada de l'entorn i havia superat fins i tot Remedios. Com a parada obligatòria entre l'Havana i l'est del país, Santa Clara esdevingué capital de l'antiga província de Las Villas.
Durant la revolució cubana, fou l'escenari de la batalla de Santa Clara, una de les més decisives de l'enfrontament. A finals de 1958, Che Guevara i Camilo Cienfuegos lideraven les dues columnes de guerrillers que van atacar la ciutat. El dictador Batista havia enviat un tren carregat de tropes i armes cap a l'est de l'illa, i els soldats de Guevara van destruir les vies del tren als afores de Santa Clara amb l'ajuda d'un bulldozer, fent descarrilar el tren i frustrant els plans de Batista. Mentrestant, la columna de Batista havia derrotat una guarnició militar a la batalla de Yaguajay, prop de la ciutat. El 31 de desembre de 1958, les dues columnes van capturar la ciutat. La batalla es considera decisiva perquè Batista abandonà l'illa 12 hores després, i al cap de 2 dies els rebels ja havien pres les instal·lacions militars de la capital.
El primer congrés del Partit Comunista de Cuba, celebrat l'any 1975, acordà canviar l'organització politicoadministrativa de l'illa, i l'antiga província de Las Villas es dividí en tres noves províncies: Cienfuegos, Sancti Spíritus i Villa Clara, quedant la ciutat de Santa Clara com a capital d'aquesta última.

## Llocs d'interès
Al centre de Santa Clara s'hi troba el Parque Vidal. En aquest parc hi ha una escultura dedicada a Marta Abreu, una benefactora de la ciutat. Vorejant el parc hi ha una sèrie d'edificis emblemàtics, com ara l'Hotel Santa Clara Libre (anteriorment el Gran Hotel), que encara conserva els forats causats pels trets de la presa de la ciutat durant la revolució cubana; o el Teatro de La Caridad, monument nacional de Cuba.
Als afores de Santa Clara es pot visitar el mausoleu que conserva les restes del Che Guevara i de setze dels seus companys combatents assassinats el 1967 durant la campanya de Bolívia. En un altre punt de la ciutat hi ha una reconstrucció del descarrilament del tren que protagonitzà el Che durant la batalla de Santa Clara.

## Persones il·lustres
- Marta Abreu de Estévez (1845-1909), Benefactora
- Rubén González (1919-2003), Pianista
- José Bernal (1925-2010), Artista
- Moraima Secada (1930-1984), Cantant
- Jesús Nogueiras Santiago (1959), Gran Mestre d'escacs

## Ciutats agermanades
- Santiago de Cali, Colòmbia - 1994
- Oviedo, Espanya - 1995
- Bloomington, EUA - 1999
- Txeboksari, Rússia - 2004